# ゲームゲノム
『ゲームゲノム』は、NHK総合テレビで放送されているテレビゲームを題材にした教養番組、バラエティ番組。
コンセプトは、テレビゲームの名作を「文化」としてとらえ、毎回取り上げるゲーム作品のあらすじや、世界観、奥深さをそのゲームに精通した著名人やゲーム作家らとともに深掘りしていくというものである。
2021年10月15日にパイロット版として放送され、2022年10月5日から12月21日まで同局の「若年層ターゲットゾーン」枠水曜日23時から23時30分でレギュラー放送された。
2023年4月8日よりNHK Eテレ（土曜 20:00 - 20:30）にレギュラー版全10話がアンコール放送された。
2024年1月10日から、シーズン2を毎週水曜日23時から23時30分に放送されることが発表された。またシーズン1のうち、好評だった「恐怖の正体〜バイオハザード〜」「ひらめきで歴史を作る〜ロマンシング サガ2〜」「自問自答〜This War of Mine〜」の3本について、未公開トークなどを加えて再編集した『ゲームゲノム “Extended Edition”』が放送されることも発表された。同年8月13日には特番が放送された。
2025年8月20日から22日まで、3日連続で特番が放送される。

## MC
- 本田翼（パイロット版・シーズン1 第1 - 5回[1]）
- 三浦大知（シーズン1 第6 - 10回[5]・シーズン2・スペシャル版）

## 放送リスト

### シーズン1
| 回 | 放送日          | 取り上げたゲームタイトル                       | ゲスト                                                               | 備考 |
| -- | --------------- | ---------------------------------------------- | -------------------------------------------------------------------- | --- |
| P  | 2021年 10月15日 | DEATH STRANDING                                | 星野源 小島秀夫                                                      | 2022年1月24日に未公開素材を含めた55分拡大のスペシャル版を放送 |
| 1  | 2022年 10月5日  | ワンダと巨像 人喰いの大鷲トリコ                | 山田孝之 上田文人（VTR）                                             | |
| 2  | 10月12日        | ペルソナ5                                      | 野田クリスタル 橋野桂                                                | |
| 3  | 10月19日        | 逆転裁判                                       | 松本幸四郎 巧舟                                                      | |
| 4  | 10月26日        | DARK SOULS                                     | 野田クリスタル 福岡堅樹 宮崎英高（インタビュー）                     | |
| 5  | 11月2日         | バイオハザード                                 | 三浦大知 竹内潤 三上真司（VTR）                                      | 2023年10月8日に未公開トークを含めた45分拡大版を放送 |
| 6  | 11月9日         | ロマンシング サ・ガ2                           | 金子ノブアキ 河津秋敏                                                | 2023年11月23日に未公開トークを含めた45分拡大版を放送 |
| 7  | 11月16日        | ライフ イズ ストレンジ ライフ イズ ストレンジ2 | 品川祐 最上もが ミシェル・コッホ（VTR） ジャン=リュック・カノ（VTR） | 翌17日にサッカー日本代表国際強化試合・カナダ戦の中継を行う関係で、夜ドラ『つまらない住宅地のすべての家』の第23・24話（最終回）が連続で放送されたため、23:15 - 23:45に放送 |
| 8  | 12月7日         | 天穂のサクナヒメ                               | 山里亮太 なる こいち                                                 | |
| 9  | 12月14日        | This War of Mine                               | 結 徳岡正肇 プシェミスワフ・マルシャウ（VTR）                        | 2023年12月10日に未公開トークを含めた45分拡大版を放送 |
| 10 | 12月21日        | TOKYO JUNGLE Stray                             | 髙橋ひかる 片岡陽平 スワン・マルタン=ラゲ                            | |

### シーズン2
| 回 | 放送日         | 取り上げたゲームタイトル                      | ゲスト                                         | 備考                                                                |
| -- | -------------- | --------------------------------------------- | ---------------------------------------------- | ------------------------------------------------------------------- |
| 1  | 2024年 1月10日 | ファイナルファンタジーXIV                     | 野田クリスタル 吉田直樹                        | 2025年6月1日に16分超の未公開トークと新規シーンを加えた拡大版を放送  |
| 2  | 1月17日        | ストリートファイター                          | 横山裕 中山貴之 梅原大吾（VTR）                | 2025年6月29日に16分超の未公開トークと新規シーンを加えた拡大版を放送 |
| 3  | 1月24日        | 風ノ旅ビト                                    | 清塚信也 結 ジェノバ・チェン（VTR）            |                                                                     |
| 4  | 1月31日        | 甲虫王者ムシキング オシャレ魔女♥ラブandベリー | 藤田ニコル 森本慎太郎 近野俊昭 根布谷朋範      |                                                                     |
| 5  | 2月7日         | It Takes Two                                  | 長井短 徳岡正肇 ジョセフ・ファレス（VTR）      |                                                                     |
| 6  | 2月14日        | 実況パワフルプロ野球                          | 水川かたまり 豊原浩司 池本健二 川上憲伸（VTR） |                                                                     |
| 7  | 2月21日        | ニーア オートマタ                             | 石川由依 ヨコオタロウ 田浦貴久                 |                                                                     |
| 8  | 2月28日        | Cities: Skylines                              | 岡崎体育 田中道子                              |                                                                     |
| 9  | 3月6日         | 零                                            | 堀未央奈 柴田誠                                |                                                                     |
| 10 | 3月13日        | MOTHER2 ギーグの逆襲                          | バカリズム 糸井重里                            | 2025年7月27日に16分超の未公開トークと新規シーンを加えた拡大版を放送 |
| SP | 8月13日        | 信長の野望                                    | 新藤晴一 シブサワ・コウ                        |                                                                     |

### スペシャル版
| 回 | 放送日         | 取り上げたゲームタイトル・テーマ | ゲスト                                                           | 備考 |
| -- | -------------- | -------------------------------- | ---------------------------------------------------------------- | ---- |
| 1  | 2025年 8月20日 | モンスターハンター               | 山田裕貴 藤岡要 徳田優也（VTR）                                  |      |
| 2  | 8月21日        | 桃太郎電鉄                       | ヒャダイン 犬山紙子 ROIROM 桝田省治 岡村憲明 さくまあきら（VTR） |      |
| 3  | 8月22日        | ゲーム音楽                       | 植松伸夫 水口哲也 岩本翔                                         |      |

## スタッフ
- ナレーション：神谷浩史、悠木碧[23]
- 実況（副音声）：2BRO.（シーズン2）、三人称（シーズン2 拡大版）
- テーマ曲：「The Game-Genome Dreams」（作曲：下村陽子[24][1]）
- イメージイラスト：天野喜孝（シーズン2）
- 編集：岡本皓司[25]
- ディレクター：幸田真里奈（シーズン1 第2回）[26]、西尾友希（シーズン1 第3回）[27]
- 総合演出：平元慎一郎[28]（パイロット版ディレクターから昇格[29]）
- 制作統括：石塚利恵[1]

## 関連番組
- NHKスペシャル『ゲーム×人類』（2025年1月25日・26日放送）

ゲームと人類の新たな営みについて特集した2夜連続の特別番組。MCの三浦大知をはじめ、『ゲームゲノム』のスタッフが中心メンバーとして参加している。